# Sofus Høgsbro
Sofus Magdalus Høgsbro (født 18. juli 1822 i Rødding, død 15. januar 1902 på Frederiksberg) var en dansk højskoleforstander og Venstrepolitiker, fader til Svend Høgsbro. Han var Folketingets formand 1887-1894 og 1895-1901 og var en betydelig politisk skikkelse i årene op til og under Provisorietiden.

## Ungdom og uddannelse
Sofus Høgsbro blev født 1822 i Rødding som søn af amtsprovst Hans Høxbroe (1764-1828) og Christine f. Arntzen (1788-1855); hans moder var af norsk byrd. 1831 blev Høgsbro sat i Ribe Latinskole og påvirkedes under sit ophold her af præsten L.C. Müller i grundtvigsk retning. 1839 blev han student og tog ivrig del i det politiske studenterliv, bl.a. i studentertogene til Lund 1842 og Uppsala 1843, men desuden i grundtvigianernes Danske Samfund. Foruden teologi studerede Høgsbro filosofi og historie og vandt sit underhold ved at forberede i historie til eksamen artium (bl.a. Svend Grundtvig og Niels Lindberg).
1848 blev Høgsbro teologisk kandidat og i efteråret 1850 forstander for den på ny åbnede folkehøjskole i Rødding; han medvirkede her til uddannelse af flere mænd, som siden hørte til danskhedens bedste forkæmpere i Nordslesvig. I modsætning til andre højskolelærere lagde Høgsbro særlig vægt på den nyeste tids historie og viste desuden iver for at udvide skolens samlinger og bringe dens pengevæsen på en god fod. Personlig ønskede han at få skolen flyttet til Gråsten, nærmere ved sproggrænsen, men billigede ellers fuldt ud Grundtvigs tanke om at indføre sprogfrihed i Slesvig, ligesom han tidlig hyldede læren om landets deling efter den nationale grænse. I slutningen af september 1862 opgav han sin plads, fordi minister D.G. Monrad i et par år havde nedsat statens tilskud til skolen af misnøje med Høgsbros politiske optræden og ligeledes vragede ham, da han 1861 søgte faderens gamle kald for at kunne blive ved skolen uhindret af hin tilsidesættelse. Derimod var Høgsbro siden 1867 medlem af bestyrelsen for Rødding Skoles ejendom, indtil den 1890 solgtes til den nye frimenighed.

## Politisk virke
1858 var Høgsbro blevet valgt til Folketingsmand for Ribe Amts 5. kreds og havde derved fået sit egentlige livskald. Han sluttede sig straks til tingets venstre side, valgtes ind i partiets bestyrelse og arbejdede for sammenhold imellem dets tvende fløje, under A.F. Tscherning og J.A. Hansen; også var han 1861 dets kandidat til en ledig plads i Rigsrådet, men blev ikke valgt. I flere samlinger var han medlem af Finansudvalget, og 1861-1886 var han medlem af (i de sidste 7 år formand for) udvalget for valgbrevenes prøvelse, hvor han omhyggelig stræbte at uddanne en fast praksis ved afgørelsen af de tit kildne spørgsmål. Men særlig gav han sig af med kirke- og undervisningsspørgsmål, i det han stærkt hævdede, at man burde omdanne den gamle statskirke i frisindet ånd, lade de enkelte retninger inden for Folkekirken udvikle sig så frit som muligt og tilstede sammenslutning i frie menigheder, men ikke efterstræbe oprettelsen af noget kirkeråd eller lignende. Særlig ivrede han for at give sognebåndsløserne ret til at bruge sognekirken (opnået 1864) og tilrådede at give menighederne del i præstevalget efter det slesvigske forbillede og at omordne præsternes lønningsforhold, fordi det ville lette gennemførelsen af andre kirkelige reformer. Også udtalte Høgsbro allerede 1858 tanken om at lade unge mænd ordinere med ret til at optræde som præster, hvor de kunde finde tilslutning, – en tanke, som senere, om end i en anden skikkelse, virkeliggjordes ved Valgmenighedsloven.
1864 valgtes Høgsbro i sin gamle kreds atter til Rigsrådets Folketing, og da den gik tabt ved fredsslutningen, valgtes han i maj 1865 i Svendborg og siden 1866 uafbrudt til Rigsdagens Folketing for Svendborg Amts 5. kreds (Sønder Broby), stadig med stort overtal: 1876-81 havde han 3 gange Vilhelm Birkedal til medbejler, medens denne 1866-69 3 gange havde været hans stiller. 1864 var han blandt de 21, som i Rigsrådets Folketing stemte imod freden, fordi slesvigerne ved den "behandles som en Flok umyndige Trælle, ja som en umælende Besætning, der følger den Jord, den dyrker"; han havde desuden sæde både i tingets politiske udvalg (om de forudgående underhandlinger med Sverige og med de tyske stormagter) og i dets finansielle (om krigsudgifterne) samt valgtes 1865-66 til statsrevisor over regnskaberne for de fælles anliggender for 1860-66.

## Forfatningskampen
Under Grundlovskampen 1865-66 var Høgsbro iblandt dem, der indtil det sidste holdt på Junigrundlovens genoprettelse i dens fulde myndighed, og advarede indtrængende mod de farer, den nye valgordning bar i sit skød, fordi "den satte Pengepungen over Mennesket og gjorde Egennytten til ledende Princip i det offentlige Liv". Da han allerede i foråret 1865 frygtede for, at Venstre ikke kunne sejre, billigede han, at J.A. Hansen åbnede underhandlinger med grev C.E. Frijs for at opnå overenskomst med godsejerne om Landstingets sammensætning, dog således, at dette for fremtiden skulde give afkald på en virkelig myndighed over Finansloven – en løsning, som vistnok på dette tidspunkt kunne være vundet, hvis Venstre straks havde sluttet sig dertil og bestemt holdt fast derpå. Høgsbro viste herved langt større fremsyn end J.A. Hansen, der et halvt år senere lod vilkåret falde i håb om at opnå forbund mellem de store og små bønder.
Efter Grundlovens gennemsyn søgte Høgsbro at samle til ét parti alle dem, der havde stemt imod den nye grundlov, men da dette strandede på J.A. Hansens og G. Winthers modstand, som hver dannede sin gruppe, sluttede han sig til Det Nationale Venstre. Han var i virkeligheden dets ledende mand, men tog forholdsvis mindre del i forhandlingerne i Rigsdagen, fordi hans tid optoges af ugebladet Dansk Folketidende, som han havde begyndt at udgive i oktober 1865 og fortsatte indtil udgangen af 1883. Det havde især i den første halve snes år, inden de mange venstreblade kom op, stor betydning som Venstres dygtigste organ og har bidraget overordentligt til at udbrede politisk oplysning blandt landboerne og således fremme partiets udvikling. I Folketinget indskrænkede Høgsbro nærmest sin virksomhed til de kirkelige lovforslag. Han var forslagsstiller og ordfører for Valgmenighedsloven 1866-68, samt på ny 1873, da den blev væsentlig udvidet. Ligeledes udvirkede han 1872 en udstrakt frihed til kirkernes benyttelse, men kæmpede i en række år forgæves for at indføre præstevalg. Også var han 1868-70 medlem af den store kirkekommission, men kunne ikke trænge igennem med sine meninger om større frihed for menighed og præst.
Hvad der ikke lykkedes Høgsbro 1866, kom derimod i stand 1870, da Det forenede Venstre dannedes. Han var fra første færd en af dets ledende mænd, skønt han oktober 1870 – oktober 1872 ikke ville tage sæde i dets bestyrelse som følge af en tvist med J.A. Hansen. Han tog væsentlig del i forhandlingerne om de lærde skolers undervisningsplan 1871 og om folkeskolevæsenet 1873, fremdeles om Det kongelige Teater, hvis overgivelse til privat drift han allerede havde tilrådet 1869, og om jernbanelovene, i det han søgte at holde igen mod den alt for store lyst til at bygge nye baner. I de rent politiske spørgsmål var Høgsbro – i modsætning til J.A. Hansen og Christen Berg – nærmest stemt for at gå sindig og varsomt til værks og søgte både 1875 og 1877 som medlem af fællesudvalget at opnå en mindelig overenskomst med Landstinget. Og når han alligevel flere gange deltog i skridt, han ikke egentlig billigede, var det kun i ønsket om at holde partiet sammen og i agtelsen for flertallets ret til at afgøre det hele partis holdning. Det var således imod Høgsbros ønske, at det i februar 1877 vedtog rigsretsanklage imod A.F. Krieger, fordi den nationalliberale gruppe derved dreves endnu mere over til godsejerne, hvad der ikke kunne være ønskeligt for venstre. Ligeledes viste han at have et videre syn end partiets andre førere, da han 1872 knyttede nøje forbindelse med Johan Sverdrup og Sven Adolf Hedlund og derved søgte at fremme sammenhold mellem landbopartierne i alle 3 nordiske lande.

## Folketingsformand
Da spaltningen i Venstre indtrådte 1878, sluttede Høgsbro sig naturlig til den moderate gruppe, men deltog villig i forberedelserne til nyt samarbejde 1881 så vel som i dannelsen af Det Danske Venstre 1884 og i genforeningen af det samlede parti 1886. Da denne brast året efter, blev Høgsbro – der siden 1873 på en enkelt samling nær havde været viceformand – Bergs efterfølger som Folketingets formand, hvilket han var indtil 1901 på nær en enkelt afbrydelse. Han fremkaldte i denne stilling et gennemsyn af tingets forretningsorden 1888, og hans gamle samlerlyst gav sig udslag i tilvejebringelsen af en omfattende portrætsamling af samtidige og forhenværende Rigsdagsmænd. Desuden beholdt Høgsbro sin plads som en af lederne for Det Forhandlende Venstre og førte som udvalgsordfører først 1887 og på ny 1891 igennem tinget lovforslag om en fuldstændig omlægning af valgkredsene med nøje hensyntagen til indbyggertallet og til en god afrunding – en løsning, han allerede 1873, men den gang alene, havde gjort sig til talsmand for. På grund af svækket syn opgav Høgsbro 1893 den post som statsrevisor, hvortil Folketinget siden 1873 med et enkelt års afbrydelse havde valgt ham. Høgsbro blev Ridder af Dannebrog 1862, Dannebrogsmand 1898 og Kommandør af 2. grad 1900.
Høgsbro ægtede 9. november 1852 Amalie Gabrielle Jürgensen (23. maj 1833 – 27. december 1893), datter af sognepræst Peter Jürgensen i Oksenvad (1802-1876) og Sophie Conradine f. Brøndsted (1810-1892). Sønnen Svend Høgsbro blev også politiker, mens datteren Gudrun Høgsbro blev gift med politikeren Harald Holm.
Sofus Høgsbro døde 15. januar 1902 og er begravet på Vestre Kirkegård. Der er 1906 rejst en mindesten af granit over Sofus og Amalie Høgsbro i Skibelund Krat. Bronzemedaljonen er udført af Niels Hansen Jacobsen.
Hans efterladte papirer findes i Rigsarkivet. Høgsbro er malet af Gabriel Jensen 1900 (Folketinget), gentagelse i familieeje. Ældre maleri i familieeje. Relief af Carl Andersen ca. 1922 (også familieeje). Tegninger af Olav Høgsbro. Satiriske tegninger bl.a. af Knud Gamborg 1886-90. Litograferet portræt på bladet: Forenede Venstre 1874 og på gruppebilleder 1885 og 1892. Litografi af Harald Jensen 1898. Træsnit 1882.
- Mindesten i Skibelund Krat